# CFB Suffield
Canadian Forces Base Suffield (CFB Suffield) ist der größte Militärstützpunkt der kanadischen Streitkräfte und ist zugleich die größte Commonwealth Military Training Base weltweit. Der Stützpunkt befindet sich ungefähr sechs Kilometer nordnordwestlich der Stadt Suffield, Alberta, Kanada. Auf dem Stützpunkt hat die kanadische Forschungsbehörde, Defence Research and Development Canada des Verteidigungsministeriums ein Forschungszentrum, auf dem neue Technologien für das Militär entwickelt werden. Betreiber des Stützpunktes ist das Department of National Defence.

## Lage
Der Stützpunkt liegt südöstlich in der Provinz Alberta und nordnordwestlich der Stadt Suffield sowie 50 km nördlich von Medicine Hat und ungefähr 250 km südöstlich von Calgary.

## Geschichte

### Chemische Waffen
Durch den Einmarsch des nationalsozialistischen Deutschen Reichs in Algerien suchte das britische Militär ein neues Trainings- und Testgelände für diverse Forschungen und Experimente. 1941 bot die kanadische Regierung ein wenig besiedeltes Areal der britischen Regierung an. Die kanadische Regierung kaufte das Gelände von der Canadian Pacific Railway und der Hudson’s Bay Company ab. 452 Menschen wurden zum Wegziehen bewogen, damit das Gelände für militärische Zwecke eingesetzt werden konnte. Die Forschungen in dem Forschungszentrum begannen im Juni 1941.

## Nutzung und Einheiten
Das Gelände wird heute noch als Forschungs- und Trainingsgelände genutzt. Der Stützpunkt befindet sich außerhalb der nächst bewohnten Gebiete. Mehrere Warnschilder sind um den Stützpunkt aufgestellt und weisen auf gefährliche Munition, Waffen sowie biologische Waffen hin, die auch außerhalb des Geländes einschlagen hätten können.
Heute sind mehrere Einheiten auf dem Stützpunkt angesiedelt:
- 1 Military Police Unit Suffield
- G3 Branch
- G4 Branch
- G6 Branch
- British Army Training Unit Suffield (BATUS)

## Defence R&D Canada–Suffield
Das Defence Research and Development Canada (DRDC) verfügt über acht Forschungszentren in Kanada. Eines davon befindet sich auf dem Militärstützpunkt. DRDC Suffield verfügt über die größten Laboreinrichtungen für die Erforschung von Schutzmaßnahmen gegen chemische und biologische Waffen für die kanadischen Streitkräfte. Weiterhin befindet sich auf dem Stützpunkt ein Testzentrum für neue Technologien in den Bereichen Ingenieurwesen, Mobility Systems und Waffensysteme.